# St. Paul, Virginia
St. Paul är en ort i Wise County i delstaten Virginia, USA.